# Acanthocalycium klimpelianum
Acanthocalycium klimpelianum ist eine Pflanzenart in der Gattung Acanthocalycium aus der Familie der Kakteengewächse (Cactaceae). Das Artepitheton klimpelianum ehrt den deutschen Gärtner Georg Klimpel, der in Berlin-Kleinmachnow eine Kakteengärtnerei betrieb.

## Beschreibung
Acanthocalycium klimpelianum wächst einzeln mit abgeflacht kugelförmigen  Trieben und erreicht Durchmesser von bis 10 Zentimetern. Es sind etwa 19 scharfe Rippen vorhanden, die leicht gebuchtet sind. Die elliptischen Areolen sind gelblich braun und bis 6 Millimeter lang. Die ein bis vier Mitteldornen sind gerade, pfriemlich und bräunlich. Der unterste von ihnen ist abwärts gerichtet. Die sechs bis zehn Randdornen sind ungleich lang.
Die weißen Blüten haben eine Länge von 3 bis 4 Zentimetern.

## Systematik und Verbreitung
Acanthocalycium klimpelianum ist in den argentinischen Provinzen Catamarca, Santiago del Estero und Córdoba in Höhenlagen von 1000 bis 1500 Metern verbreitet. 
Die Erstbeschreibung als Echinopsis klimpeliana durch E. Weidlich und Erich Werdermann wurde 1928 veröffentlicht. Curt Backeberg stellte sie 1936 in die Gattung Acanthocalycium. Weitere nomenklatorische Synonyme sind Lobivia klimpeliana (Weidlich & Werderm.) A.Berger (1929), Spinicalycium klimpelianum (Weidlich & Werderm.) Frič (1935, nom. inval. ICBN-Artikel 43.1), Acanthocalycium spiniflorum f. klimpelianum (Weidlich & Werderm.) Donald (1975, nom. inval. ICBN-Artikel 33.3), Acanthocalycium spiniflorum var. klimpelianum (Weidlich & Werderm.) Donald (1975, nom. inval. ICBN-Artikel 33.3) und Lobivia spiniflora var. klimpelianum (Weidlich & Werderm.) Rausch (1987).

## Nachweise